# Edward Gargan
Edward Gargan (* 17. Juli 1902 in Brooklyn, New York; † 19. Februar 1964 in New York City, New York) war ein US-amerikanischer Filmschauspieler und Fernsehschauspieler.

## Leben
Edward Gargan wurde 1902 in Brooklyn, im US-Bundesstaat New York als Sohn irischer Einwanderer geboren. Sein jüngerer Bruder war der Schauspieler William Gargan. Zwischen 1926 und 1932 wirkte Edward Gargan an mehreren Broadway-Produktionen mit.
1931 hatte Gargan bei dem Film Tarnished Lady erstmals eine Rolle inne. Im Gegensatz zu seinem deutlich berühmteren Bruder William erhielt Edward Gargan nur selten größere Rollen, konnte sich aber dennoch als vielbeschäftigter Darsteller in Hollywood etablieren. Besonders oft spielte er hierbei Polizisten unterschiedlichster Dienstgrade. In der Krimi-Filmreihe The Falcon war er in den 1940er-Jahren wiederkehrend in der Rolle des Detective Bates zu sehen. 1949 erhielt er seine erste Fernsehrolle in der Serie Puddle Patch Klub, danach folgten weitere Fernsehauftritte. Insgesamt stand er bis zu seinem Karriereende im Jahr 1955 für mehr als 300 Kinofilme sowie einige Fernsehserien vor der Kamera.
Gargan war mit Catherine Conlan verheiratet. Er starb am 19. Februar 1964 im Columbus Hospital in New York City. Er ist auf dem Holy Cross Cemetery in Brooklyn, New York, begraben.

## Filmografie
- 1931: Tarnished Lady
- 1931: The Girl Habit
- 1933: The Girl in 419
- 1933: Gambling Ship
- 1933: Pilgrimage
- 1933: Mary Stevens, M. D. (Mary Stevens)
- 1933: Ein Stück vom Mond (Three-Cornered Moon)
- 1933: Turn Back the Clock
- 1933: Sexbombe (Bombshell)
- 1933: Ace of Aces
- 1933: Jimmy and Sally
- 1933: Gallant Lady
- 1933: Königin Christine (Queen Christina)
- 1934: Zwei Herzen auf der Flucht (Fugitive Lovers)
- 1934: David Harum
- 1934: Good Dame
- 1934: Three on a Honeymoon
- 1934: Registered Nurse
- 1934: Wild Gold
- 1934: Side Streets
- 1934: Millionäre bevorzugt (The Girl from Missouri)
- 1934: She Was a Lady
- 1934: Die Schöne der neunziger Jahre (Belle of the Nineties)
- 1934: The Lemon Drop Kid
- 1934: She Had to Choose
- 1934: Port of Lost Dreams
- 1934: We Live Again
- 1934: Behold My Wife!
- 1934: The Band Plays On
- 1934: Bachelor of Arts
- 1935: Das Mädchen, das den Lord nicht wollte (The Gilded Lily)
- 1935: A Notorious Gentleman
- 1935: Das Rätsel von Zimmer 309 (One New York Night)
- 1935: Behind the Green Lights
- 1935: Hold 'Em Yale
- 1935: Ginger
- 1935: Die Farm am Mississippi (So Red the Rose)
- 1935: The Irish in Us
- 1935: Man on the Flying Trapeze
- 1935: We're in the Money
- 1935: Two for Tonight
- 1935: Here Comes Cookie
- 1935: San Francisco im Goldfieber (Barbary Coast)
- 1935: Liebe im Handumdrehen (Hands Across the Table)
- 1935: False Pretenses
- 1935: Miss Pacific Fleet
- 1935: Frauen – Launen (The Bride Comes Home)
- 1936: Höhe Null (Ceiling Zero)
- 1936: Anything Goes
- 1936: Dangerous Waters
- 1936: Sutter's Gold
- 1936: Der wandelnde Leichnam (The Walking Dead)
- 1936: Boulder Dam
- 1936: Mr. Deeds geht in die Stadt (Mr. Deeds Goes to Town)
- 1936: Roaming Lady
- 1936: Hearts in Bondage
- 1936: Nobody's Fool
- 1936: Grand Jury
- 1936: A Son Comes Home
- 1936: Great Guy
- 1936: Mein Mann Godfrey (My Man Godfrey)
- 1936: Stage Struck
- 1936: Wives Never Know
- 1936: Die zweite Mutter (Valiant Is the Word for Carrie)
- 1936: Two in a Crowd
- 1936: Wild Brian Kent
- 1936: Under Your Spell
- 1937: Ordnung ist das halbe Leben (The Great O’Malley)
- 1937: We're on the Jury
- 1937: Nancy Steele Is Missing!
- 1937: When Love Is Young
- 1937: The Man Who Found Himself
- 1937: Jim Hanvey, Detective
- 1937: You Can't Buy Luck
- 1937: The Go-Getter
- 1937: San Quentin (Flucht aus San Quentin)
- 1937: Wake Up and Live
- 1937: High, Wide and Handsome
- 1937: Back in Circulation
- 1937: Die große Stadt (Big City)
- 1937: Madame X
- 1937: That's My Story!
- 1937: A Girl with Ideas
- 1937: Danger Patrol
- 1937: Thoroughbreds Don't Cry
- 1937: 45 Fathers
- 1937: Wallaby Jim of the Islands
- 1938: Leoparden küßt man nicht (Bringing Up Baby)
- 1938: Love on a Budget
- 1938: Goodbye Broadway
- 1938: Schule des Verbrechens (Crime School)
- 1938: The Devil's Party
- 1938: Rascals
- 1938: Wirbelwind aus Paris (The Rage of Paris)
- 1938: Men Are Such Fools
- 1938: Das Doppelleben des Dr. Clitterhouse (The Amazing Dr. Clitterhouse)
- 1938: Gateway
- 1938: Keep Smiling
- 1938: Über die Grenze entkommen (The Texans)
- 1938: Give Me a Sailor
- 1938: Sorgenfrei durch Dr. Flagg – Carefree (Carefree)
- 1938: Time Out for Murder
- 1938: Straight Place and Show
- 1938: Five of a Kind
- 1938: Thanks for the Memory
- 1938: Spring Madness
- 1938: Annabel Takes a Tour
- 1938: Up the River
- 1938: Road Demon
- 1938: While New York Sleeps
- 1938: Newsboys’ Home
- 1939: Boy Trouble
- 1939: Südsee-Nächte (Honolulu)
- 1939: Cafe Society
- 1939: Yes, My Darling Daughter
- 1939: The Saint Strikes Back
- 1939: Blondie Meets the Boss
- 1939: Winner Take All
- 1939: The Family Next Door
- 1939: The Flying Irishman
- 1939: Fixer Dugan
- 1939: For Love or Money
- 1939: Lucky Night
- 1939: Boy Friend
- 1939: It Could Happen to You
- 1939: Dünner Mann, 3. Fall (Another Thin Man)
- 1939: They All Come Out
- 1939: The Spellbinder
- 1939: Night Work
- 1939: $1,000 a Touchdown
- 1939: On Your Toes
- 1939: Pack Up Your Troubles
- 1939: 20,000 Men a Year
- 1939: Heaven with a Barbed Wire Fence
- 1939: A Child Is Born
- 1940: Brother Rat and a Baby
- 1940: Wolf of New York
- 1940: The Saint's Double Trouble
- 1940: Adventure in Diamonds
- 1940: Castle on the Hudson
- 1940: Nordwest-Passage (Northwest Passage)
- 1940: Charlie Chan in Panama
- 1940: 3 Cheers for the Irish (Three Cheers for the Irish)
- 1940: Der Weg nach Singapur (Road to Singapore)
- 1940: Johnny Apollo
- 1940: Ein Nachtclub für Sarah Jane (It All Came True)
- 1940: Two Girls on Broadway
- 1940: Buck Benny Rides Again
- 1940: Hochzeit wider Willen (The Doctor Takes a Wife)
- 1940: Ein Bombenerfolg (An Angel from Texas)
- 1940: I Can't Give You Anything But Love, Baby
- 1940: Susan und der liebe Gott (Susan and God)
- 1940: Queen of the Mob
- 1940: Girl from God's Country
- 1940: Girl from Avenue A
- 1940: Im Taumel der Weltstadt (City for Conquest)
- 1940: Spring Parade
- 1940: Die Unschuld und der Bösewicht (The Villain Still Pursued Her)
- 1940: Tugboat Annie Sails Again
- 1940: Slightly Tempted
- 1940: Street of Memories
- 1940: The Lone Wolf Keeps a Date
- 1940: Go West
- 1940: This Thing Called Love
- 1940: San Francisco Docks (The San Francisco Docks)
- 1940: Bowery Boy
- 1941: Four Mothers
- 1941: Tall, Dark and Handsome
- 1941: Dem Schicksal vorgegriffen (Flight from Destiny)
- 1941: Meet the Chump
- 1941: Here Comes Happiness
- 1941: Das sind Kerle (Men of Boys Town)
- 1941: Thieves Fall Out
- 1941: Der Herzensbrecher (Affectionately Yours)
- 1941: Der Dollarregen (Million Dollar Baby)
- 1941: Tight Shoes
- 1941: Three Sons o' Guns
- 1941: Tillie the Toiler
- 1941: Ice-Capades
- 1941: Lady Be Good
- 1941: Navy Blues
- 1941: The Night of January 16th
- 1941: Ellery Queen and the Murder Ring
- 1942: A Date with the Falcon
- 1942: Fly-By-Night
- 1942: Dr. Kildare’s Victory
- 1942: What's Cookin' (What’s Cookin’?)
- 1942: Geliebte Spionin (My Favorite Blonde)
- 1942: Meet the Stewarts
- 1942: Flying with Music
- 1942: The Falcon Takes Over
- 1942: Miss Annie Rooney
- 1942: 10 Leutnants von West-Point (Ten Gentlemen from West Point)
- 1942: Ein Kuß zuviel (They All Kissed the Bride)
- 1942: Lady in a Jam
- 1942: Blondie for Victory
- 1942: Laurel und Hardy: Die Geheimagenten (A-Haunting We Will Go)
- 1942: Between Us Girls
- 1942: Meine Schwester Ellen (My Sister Eileen)
- 1942: The Falcon's Brother
- 1942: Mrs. Wiggs of the Cabbage Patch
- 1942: My Heart Belongs to Daddy
- 1942: Over My Dead Body
- 1942: Andy Hardy's Double Life
- 1943: They Got Me Covered
- 1943: The Meanest Man in the World
- 1943: Something to Shout About
- 1943: Prairie Chickens
- 1943: The Falcon Strikes Back
- 1943: Tahiti Honey
- 1943: Taxi, Mister
- 1943: Abbott und Costello auf Glatteis (Hit the Ice)
- 1943: The Falcon in Danger
- 1943: The West Side Kid
- 1943: Thank Your Lucky Stars
- 1943: Der Pilot und die Prinzessin (Princess O’Rourke)
- 1943: My Kingdom for a Cook
- 1943: The Falcon and the Co-eds
- 1943: Die Hölle von Oklahoma (In Old Oklahoma)
- 1944: The Falcon Out West
- 1944: The Great Alaskan Mystery
- 1944: Pinky und Curly (Once Upon a Time)
- 1944: Detective Kitty O'Day
- 1944: Song of the Open Road
- 1944: San Fernando Valley
- 1944: San Diego I Love You
- 1944: Der dünne Mann kehrt heim (The Thin Man Goes Home)
- 1944: Musik für Millionen (Music for Millions)
- 1945: High Powered
- 1945: See My Lawyer
- 1945: Earl Carroll Vanities
- 1945: It’s in the Bag!
- 1945: Diamond Horseshoe
- 1945: Laurel und Hardy: Die Stierkämpfer (The Bullfighters)
- 1945: Der Wundermann (Wonder Man)
- 1945: Twice Blessed
- 1945: That's the Spirit
- 1945: A Sporting Chance
- 1945: Gefährliche Partnerschaft (Dangerous Partners)
- 1945: The Naughty Nineties
- 1945: The Great John L.
- 1945: The Beautiful Cheat
- 1945: Seine Frau ist meine Frau (Guest Wife)
- 1945: Her Highness and the Bellboy
- 1945: Sing Your Way Home
- 1945: She Wouldn't Say Yes
- 1945: Life With Blondie
- 1945: Follow That Woman
- 1945: Pardon My Past
- 1946: Gay Blades
- 1946: Deadline at Dawn
- 1946: Zwei Sprengstoffverkäufer (Little Giant)
- 1946: Cinderella Jones
- 1946: Blonde Alibi
- 1946: Behind the Mask
- 1946: The Dark Horse
- 1946: The Inner Circle
- 1946: Faithful in My Fashion
- 1946: Crack–Up
- 1947: The Brasher Doubloon
- 1947: The Ghost Goes Wild
- 1947: Ein Leben wie ein Millionär (It Happened on Fifth Avenue)
- 1947: That's My Gal
- 1947: Die Dame und der Cowboy (Saddle Pals)
- 1947: Web of Danger
- 1947: Little Miss Broadway
- 1947: The Trouble with Women
- 1947: Exposed
- 1947: Linda, Be Good (I Was a Burlesque Queen)
- 1948: Campus Honeymoon
- 1948: Scudda Hoo! Scudda Hay!
- 1948: Are You with It?
- 1948: Smart Woman
- 1948: Abenteuer im Wilden Westen (The Dude Goes West)
- 1948: Waterfront at Midnight
- 1948: The Babe Ruth Story
- 1948: Daredevils of the Clouds
- 1948: Der Superspion (A Southern Yankee)
- 1948: Startbahn ins Glück (You Gotta Stay Happy)
- 1948: Strike It Rich
- 1948: Adventures of Gallant Bess
- 1948: Blondie’s Secret
- 1949: Hold That Baby!
- 1949: Panik um King Kong (Mighty Joe Young)
- 1949: Kuß um Mitternacht (That Midnight Kiss)
- 1949: Love Happy
- 1949: Feudin' Rhythm
- 1949: Puddle Patch Klub (Fernsehserie)
- 1950: Ein charmanter Flegel (Key to the City)
- 1950: Verfemt (The Kid from Texas)
- 1950: Belle of Old Mexico
- 1950: Square Dance Katy
- 1950: Vater der Braut (Father of the Bride)
- 1950: Triple Trouble
- 1950: Hit Parade of 1951
- 1951: Valentino – Liebling der Frauen (Valentino)
- 1951: Bedtime for Bonzo
- 1951: Cuban Fireball
- 1951: Auf Sherlock Holmes’ Spuren (Abbott and Costello Meet the Invisible Man)
- 1951: Little Egypt
- 1951: Lux Video Theatre (Fernsehserie, 2 Folgen)
- 1951: Lights Out (Fernsehserie, Folge 4x19)
- 1953: Summer Theatre (Fernsehserie, eine Folge)
- 1955: Our Miss Brooks (Fernsehserie, Folge 3x16)